# Gmina Perlejewo
Die Gmina Perlejewo [pɛrlɛˈjɛvɔ] (litauisch Perlejevo valsčius, belarussisch гміна Пярлеева) ist eine Landgemeinde im Powiat Siemiatycki der Woiwodschaft Podlachien in Polen.

## Gliederung
Zur Landgemeinde Perlejewo gehören folgende Ortschaften:
Borzymy
Czarkówka Duża
Czarkówka Mała
Głęboczek
Głody
Granne
Kobyla
Koski-Falki
Koski-Wypychy
Kruzy
Leszczka Duża
Leszczka Mała
Leśniki
Łazy
Miodusy-Dworaki
Miodusy-Inochy
Miodusy-Pokrzywne
Moczydły-Dubiny
Moczydły-Kukiełki
Moczydły-Pszczółki
Nowe Granne
Olszewo
Osnówka
Osnówka-Wyręby
Pełch
Perlejewo
Pieczyski
Poniaty
Stare Moczydły
Twarogi Lackie
Twarogi Ruskie
Twarogi-Mazury
Twarogi-Trąbnica
Twarogi-Wypychy
Wiktorowo